# Lothar Rendulic
Lothar Rendulic (Wiener Neustadt, 23 ottobre 1887 – Fraham, 17 gennaio 1971) è stato un generale austriaco.
Di origini croate, fu ufficiale dell'Impero austro-ungarico, poi della prima repubblica austriaca. Servì in qualità di generale il Reich hitleriano durante la seconda guerra mondiale. Comandò le seguenti forze germaniche: 14ª divisione di fanteria; la 52ª di fanteria; XXXV corpo d'armata; seconda armata panzer; 20ª armata di montagna; armata curlata; gruppo d'armata Sud e Nord; ed il gruppo d'armata austriaco. Fu insignito della Croce del Cavaliere con foglie di Quercia e Spade.

## Biografia

### Primi anni
Rendulic nacque a Wiener Neustadt, Austria, in una famiglia croata (la pronuncia croata del cognome è Rendulić). Suo padre Lukas fu Colonnello nell'esercito austro-ungarico. Seguendo il suo Abitur, Lothar studiò legge e scienze politiche nelle università di Vienna e Losanna; nel 1907 fu ammesso alla Accademia militare Teresiana (in seguito rinominata Kriegsschule Wiener Neustadt) nella sua città natìa. Nell'agosto del 1910 Rendulic divenne sottotenente dell'impero e fu assegnato al 99º Reggimento di Fanteria Giorgio I di stanza a Vienna. Rimase in questo reggimento per il primo anno della prima guerra mondiale, in seguito venne assegnato alla 31ª divisione di fanteria nel 1915, ed infine al XXI corpo austro-ungarico nel 1918.
Terminato il conflitto, Rendulic studiò legge all'Università di Vienna e nel 1920 ottenne il suo dottorato in legge. Negli stessi anni si unì anche all'esercito della neonata repubblica austriaca, e nel 1932 aderì al bandito partito Partito Nazista austriaco. Dal 1934, Rendulic servì nei corpi diplomatici come addetto militare per Francia ed Inghilterra con un ufficio a Parigi. Comunque, la sua promettente carriera militare e diplomatica vacillò nel 1936, quando fu messo in una lista temporanea d'inattività per la sua appartenenza al Partito Nazista, cosa ritenuta disdicevole ed indesiderabile per un ufficiale e diplomatico.

### Seconda guerra mondiale
Chiamato dall'esercito tedesco nel 1938, dopo l'annessione dell'Austria alla Germania. Dal 1940, Rendulic fu Generale al comando della 14ª Divisione di Fanteria. Dal 1940 al 1942, comandò la 52ª Divisione. Dal 1942 al 1943, fu Generale in comando del XXXV Corpo d'Armata. Ma, dal 1943, Lothar Rendulic fu tenuto come riserva.

#### Croazia
Dal 1943 al 1944, Rendulic in qualità di Generale comandò la 2ª Armata Panzer in Jugoslavia. Su ordine del Führer Adolf Hitler, Rendulic ordì un piano per catturare il capo della resistenza partigiana jugoslava Josip Broz Tito. Il 25 maggio 1944 venne compiuta un'incursione a Drvar (Bosnia occidentale), ove paracadutisti tedeschi piombarono sul quartier generale della resistenza jugoslava, alla ricerca di Tito, e per poco non arrivarono a catturarlo.

#### Finlandia e Norvegia
Dal 1944 al 1945, Rendulic comandò la 20ª Armata di Montagna. Nel giugno 1944, fu nominato comandante delle truppe tedesche di stanza in Finlandia e Norvegia. Dopo l'inizio della guerra di Lapponia, Rendulic ordinò di distruggere ed incendiare la città di Rovaniemi, come ritorsione contro i Finnici per aver concluso una pace separata coll'Unione Sovietica. Ordinò oltretutto di praticare una strategia di terra bruciata quando i tedeschi si ritirarono dalla Norvegia settentrionale, col risultato che ben pochi edifici furono lasciati in piedi, tanto che la popolazione superstite venne lasciata in penuria di cibo e ricoveri.

#### Fronte Orientale
Nel 1945, Rendulic fu comandante in capo del Gruppo d'armate Curlandia sul fronte orientale. Di lì a breve le sue forze vennero tagliate fuori nella sacca di Curlandia. Poco dopo, Rendulic comandò per breve tempo l'Armata Nord (che sarebbe stata dislocata nella Germania settentrionale). Ritornò a comandare le truppe intrappolate nella penisola di Curlandia a difesa delle basi di addestramento degli U-Boot, e in seguito fu a capo del Gruppo d'armate Sud, presto rinominato Heeresgruppe Ostmark (Gruppo d'armate orientale), in Austria e Cecoslovacchia.
Il 7 maggio 1945, durante l'Offensiva di Praga, Lothar Rendulic in qualità di comandante in capo si arrese a reparti dell'esercito statunitense stanziati in Austria.

### Il dopoguerra
Dopo la sua resa, Lothar Rendulic fu internato e processato come criminale di guerra a Norimberga, per il suo coinvolgimento negli attacchi a danno di civili perpetrati dalla Wehrmacht in Jugoslavia e le devastazioni compiute in Lapponia. Il 19 febbraio 1948 fu riconosciuto colpevole e condannato a vent'anni di prigione, ma venne scagionato per la devastazione della Lapponia. In seguito questa sentenza venne ridotta a dieci anni, ed il 1º febbraio 1951, fu rilasciato dal carcere militare di Landsberg am Lech in Baviera dove era detenuto.
Dopo il suo rilascio, il Generaloberst scrisse e pubblicò libri dedicandosi alla politica locale nel comune di Seewalchen am Attersee nella regione austriaca dello Salzkammergut. 
Morì a Fraham, in Austria, il 17 gennaio 1971.